# Happy to Be on an Island in the Sun
Singles de Demis Roussos
Vagabund der Liebe (en)
(1975) Can't Say How Much I Love You (en)
(1976)
Happy to Be on an Island in the Sun est une chanson du chanteur grec Demis Roussos sortie en single le 1er octobre 1975 chez Philips. Elle est incluse sur son album Happy to Be... de 1976.
La chanson atteint la cinquième place au Royaume-Uni dans le UK Singles Chart, devenant le troisième plus grand succès du chanteur dans le pays,. Elle se classe également dans le top 3 en Afrique du Sud, Irlande et en Israël. Happy to Be on an Island in the Sun est certifiée argent au Royaume-Uni pour plus de 250 000 exemplaires écoulés.
Une version allemande de la chanson a également été enregistrée par Roussos, intitulée Komm in den Garten der tausend Melodien, avec des paroles de Wolfgang Mürmann. Elle est sortie en single et parue sur son deuxième album germanophone Die Nacht und der Wein en 1976.

## Liste des titres
| A. | Happy to Be on an Island in the Sun | 3:09 |
| B. | Sing an Ode to Love                 | 4:07 |

## Crédits
- Demis Roussos – chant
- David Lewis (en) – écriture
- Georges Petsilas – producteur
- Wolfgang Mürmann – paroles (version allemande)

Crédits adaptés des notes d'accompagnement,.

## Classements
| Classement (1975–76)              | Meilleure position |
| --------------------------------- | ------------------ |
| Afrique du Sud (Springbok Top 20) | 3                  |
| Australie (Kent Music Report)     | 56                 |
| Irlande (IRMA)                    | 3                  |
| Israël (IBA)                      | 2                  |
| Royaume-Uni (UK Singles Chart)    | 5                  |
| Yougoslavie (Inostrani singlovi)  | 11                 |

| Classement (1975)              | Position |
| ------------------------------ | -------- |
| Royaume-Uni (UK Singles Chart) | 97       |

| Région                                | Certification | Ventes   |
| ------------------------------------- | ------------- | -------- |
| Royaume-Uni (BPI)                     | Argent        | 250 000^ |
| ^Mise en rayon selon la certification |               |          |